# Циано(пентакарбонил)вольфрамат натрия
Циано(пентакарбонил)вольфрамат натрия — неорганическое соединение, карбонильный комплекс вольфрама и натрия с формулой Na[W(CO)5(CN)], бесцветные кристаллы, растворяется в воде.

## Получение
- Реакция раствора гексакарбонилвольфрама в бензоле и бис(триметилсилил)амида натрия:

{\displaystyle {\mathsf {W(CO)_{6}+NaN[Si(CH_{3})_{3}]_{2}\ {\xrightarrow {}}\ Na[W(CO)_{5}CN]+O[Si(CH_{3})_{3}]_{2}}}}

## Физические свойства
Циано(пентакарбонил)вольфрамат натрия образует бесцветные кристаллы.
Хорошо растворяется в воде, не растворяется в бензоле.